# Liste der deutschen Botschafter in Georgien
Die Liste der deutschen Botschafter in Georgien enthält alle Botschafter der Bundesrepublik Deutschland in Georgien seit 1992. Sitz der Botschaft ist in Tiflis.
| Name                | Amtszeit  |
| ------------------- | --------- |
| Günther Dahlhoff    | 1992–1994 |
| Norbert Baas        | 1995–1998 |
| Wolf-Dietrich Vogel | 1998–2001 |
| Uwe Schramm         | 2001–2006 |
| Patricia Flor       | 2006–2010 |
| Ortwin Hennig       | 2010–2015 |
| Bettina Cadenbach   | 2015–2016 |
| Heike Peitsch       | 2016–2018 |
| Hubert Knirsch      | 2018–2022 |
| Ernst Peter Fischer | seit 2022 |